# Muralles (Sant Pere de Vilamajor)
Les Muralles són una obra de Sant Pere de Vilamajor (Vallès Oriental) protegida com a Bé Cultural d'Interès Local. La muralla es conserva parcialment en diferents indrets del nucli històric.

## Baluard Sud
Element de fortificació de forma pentagonal d'ús defensiu situat en una de les antigues entrades del recinte castral.

## Muralla Nord
El sector ocupa tota la muralla nord del recinte castral, resseguint el fossat i el carrer Ripoll. La muralla del recinte jussà exterior del castell de Vilamajor fa de mur de contenció per salvar el desnivell entre les cases de Can Grau, Cal Gorro, Cal Ferrer Guineu i Can Pau amb el fossat. La muralla segueix el fossat des de Can Grau fins a Cal Ferrer Guineu i, després, gira i segueix el carrer Ripoll fins a la plaça de l'església per davant de Can Sion de Baix, Can Feu, l'antiga farmàcia i Can Pau.

## Muralla del Recinte Jussà
El sector ocupa tota la plaça de l'església. La muralla del recinte jussà del castell de Vilamajor esta ocultada en la major part dels seus trams fent de mur de contenció per salvar el desnivell entre la plaça de l'església i les cases de Miquel Cortès, Can Felip i Can Sion.

## Muralla del Recinte Sobirà
Pujada de l'església i murs que sostenen l'antic cementiri i suporten el monticle de l'església de Sant Pere.

## Pujada al Recinte Sobirà
Sector de pujada a l'església seguint la muralla del recinte jussà que acompanya l'accés d'ascensió al recinte sobirà. La muralla esta oculta per un terraplè.

## La Mongia(carrer de l'Església, 3)
Era la casa on hi havia la presó i l'escola de nens, però d'aquesta construcció només es conserva una de les parets estructurals, que formava part de la muralla del recinte sobirà. Tenia planta baixa i pis amb una coberta amb una sola vessant que escopia l'aigua a la façana principal. La casa ocupava el solar entre Cal Menut i el passatge de l'Església fins que s'enderrocà a principis dels anys 60 del segle xx. Actualment hi ha una edificació de nova planta on s'hi ubica el punt d'Informació del municipi.

## Torre Negra
Es conserva les restes arqueològiques d'una de les torres de la muralla al turó de la Torreta, a l'est del recinte emmurallat. Fou la primera en degradar-se i abandonar-se, segurament ja en època medieval.